# Mandriva
Mandriva（マンドリーバ）は、かつて存在したフランスのソフトウェア開発会社である。Mandrakesoft、Lycoris、Conectivaの合併で設立された。Desktop Linux Consortiumの会員でもある。
2005年1月24日、MandrakesoftがブラジルのLinuxディストリビューション「Conectiva」を買収。同年4月7日にMandrakesoftからMandrivaへ改称するとMandriva Linuxで発表された。同年6月15日、Kycosを買収。
2015年5月、Mandrivaは清算された。